# Grand Prix automobile d'Allemagne 1958
GP précédent GP suivant
Le Grand Prix d'Allemagne 1958 (XX Grosser Preis von Deutschland), disputé sur le Nürburgring le 3 août 1958, est la soixante-douzième épreuve du championnat du monde de Formule 1 courue depuis 1950 et la huitième manche du championnat 1958. La course est également ouverte aux monoplaces de Formule 2, qui bénéficient d'un classement séparé.

## Contexte avant le Grand Prix

### Le championnat du monde
Le monde des Grands Prix connaît un bouleversement notable en cette saison 1958, la longueur des épreuves ayant été réduite à trois cents kilomètres (contre cinq cents auparavant), avec une durée maximale de trois heures. D'autre part, la Commission Sportive Internationale (C.S.I.) a banni l'utilisation du carburant libre, qui permettait l'emploi d’alcool et d'additifs tels le nitrométhane, imposant un carburant de type 'Avgas', employé en aviation. La carburation des moteurs a dû être modifiée en conséquence, avec une perte de puissance de l'ordre de vingt chevaux. Les nouvelles monoplaces sont généralement plus compactes, la capacité des réservoirs étant considérablement réduite par rapport à la saison précédente. Après la retraite sportive du quintuple champion du monde Juan Manuel Fangio et le retrait officiel de Maserati en Grand Prix, Stirling Moss et sa Vanwall étaient donnés largement favoris pour le titre mondial, mais les récentes performances de Mike Hawthorn au volant de sa Ferrari l'ont propulsé en tête du championnat, avec sept points d'avance sur son adversaire.

### Le circuit

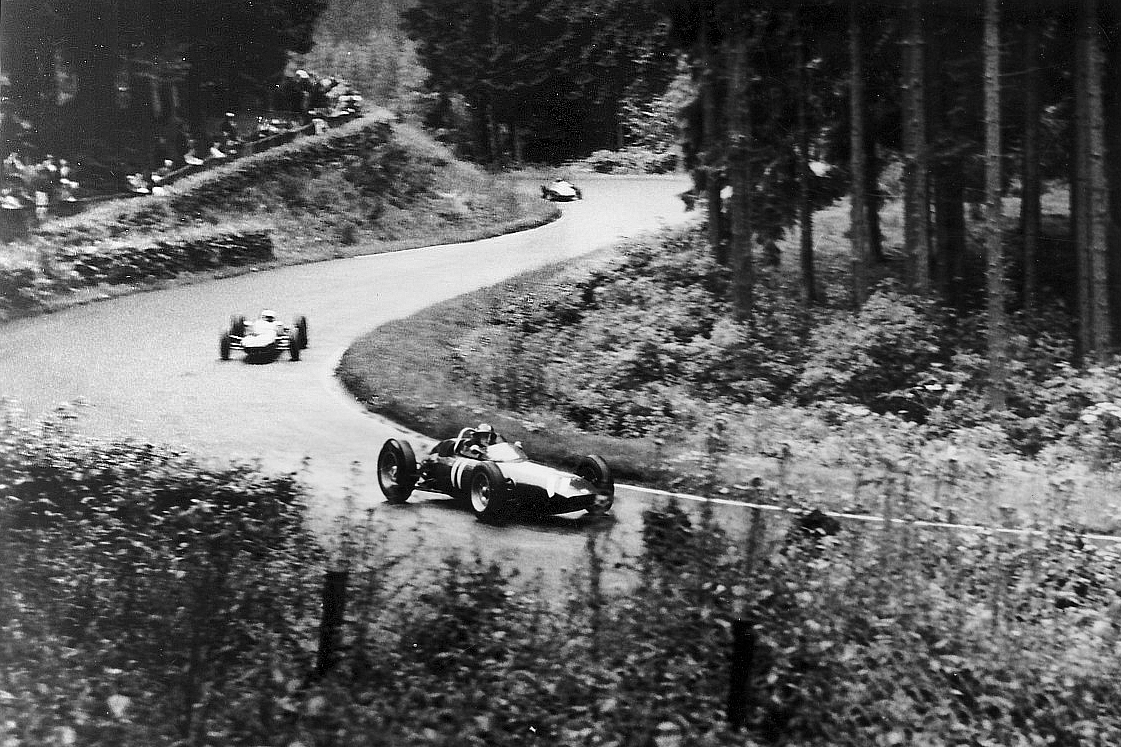
Le Nürburgring, le circuit aux 170 virages. Ici la descente d'Hatzenbach.

C'est à l'initiative du Docteur Creutz, alors conseiller du Land d'Adenau et président de la section locale de l'ADAC, que l'on doit la réalisation du Nürburgring, au cœur du massif de l'Eifel. Après approbation du projet le 23 février 1925, les travaux débutèrent deux mois plus tard pour s'achever au printemps 1927. Pendant ces deux années, deux mille cinq cents ouvriers participèrent à la construction d'un des plus grandioses circuits au monde. Inauguré officiellement le 18 juin 1927, le circuit comprend deux tracés principaux, la boucle sud (7,7 km) et la boucle nord (22,8 km). Cette dernière est la plus couramment utilisée pour les grandes épreuves internationales. Son parcours très accidenté, comportant près de 180 virages (la plupart aveugles), a la réputation d'être le plus difficile et le plus technique de la saison. En 1957, Juan Manuel Fangio avait amélioré le record du tour à la moyenne de 145,18 km/h au volant de sa Maserati. Depuis, le circuit a été partiellement resurfacé et certaines courbes adoucies, laissant envisager des moyennes plus élevées que l'année précédente.

## Monoplaces en lice

### Formule 1
- Ferrari Dino 246 "Usine"

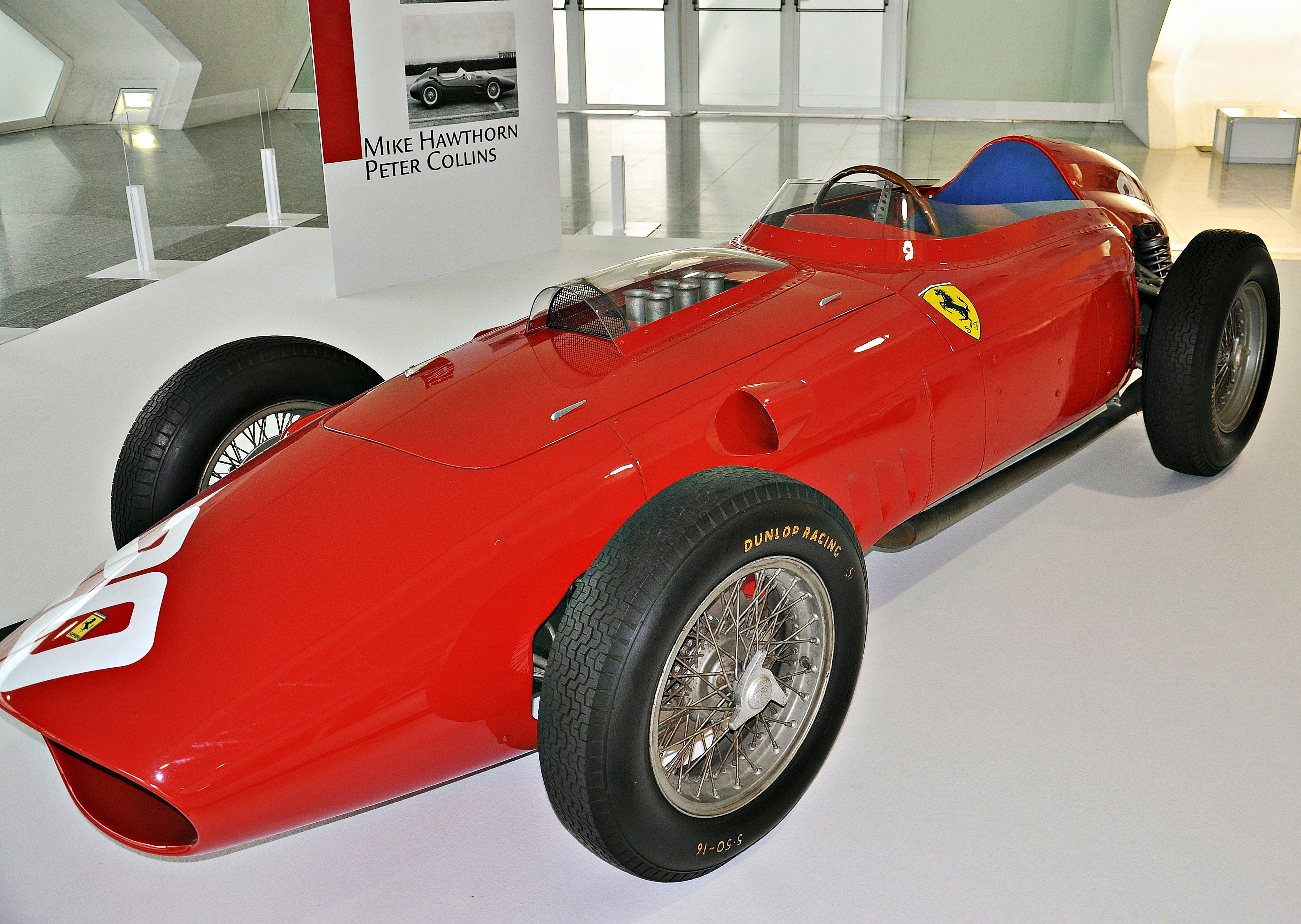
La Ferrari Dino 246 s'est imposée lors des deux épreuves précédentes.

La Scuderia Ferrari aligne la même équipe qu'à Silverstone : Mike Hawthorn, Peter Collins et Wolfgang von Trips disposent de Dino 246 (650 kg, moteur V6 (2400 cm3, 290 chevaux à 8 500 tr/min). Ce sont les monoplaces les plus puissantes du plateau, et les plus rapides en pointe. Disparu accidentellement à Reims, Luigi Musso n'a pas été remplacé.
- Vanwall VW "Usine"

Après leur contre-performance de la saison passée sur ce le 'toboggan' allemand, l'équipe de Tony Vandervell a retravaillé les suspensions de ses monoplaces : la barre anti-roulis a été modifiée, ainsi que le carrossage arrière et de nouveaux amortisseurs télescopiques ont été montés. Seules les voitures de  Stirling Moss et de Tony Brooks ont pu être adaptées à temps pour l'épreuve, aussi Stuart Lewis-Evans est-il réduit au rôle de spectateur. Si leur moteur quatre cylindres ne développe que 270 chevaux à 7500 tr/min, les Vanwall bénéficient cependant d'un point inférieur (630 kg) à celui de leur rivales italiennes, et disposent en outre d'un très moderne système de freins à disques, un atout de taille sur ce circuit.
- BRM P25 "Usine"

L'usine engage deux P25 (550 kg, moteur quatre cylindres développant 250 chevaux), pour Jean Behra et Harry Schell. Accidenté lors du Grand Prix de Rouen, Ron Flockhart, également pilote officiel de la marque, n'est toujours pas en état de piloter la troisième voiture.
- Cooper T45 "Usine"

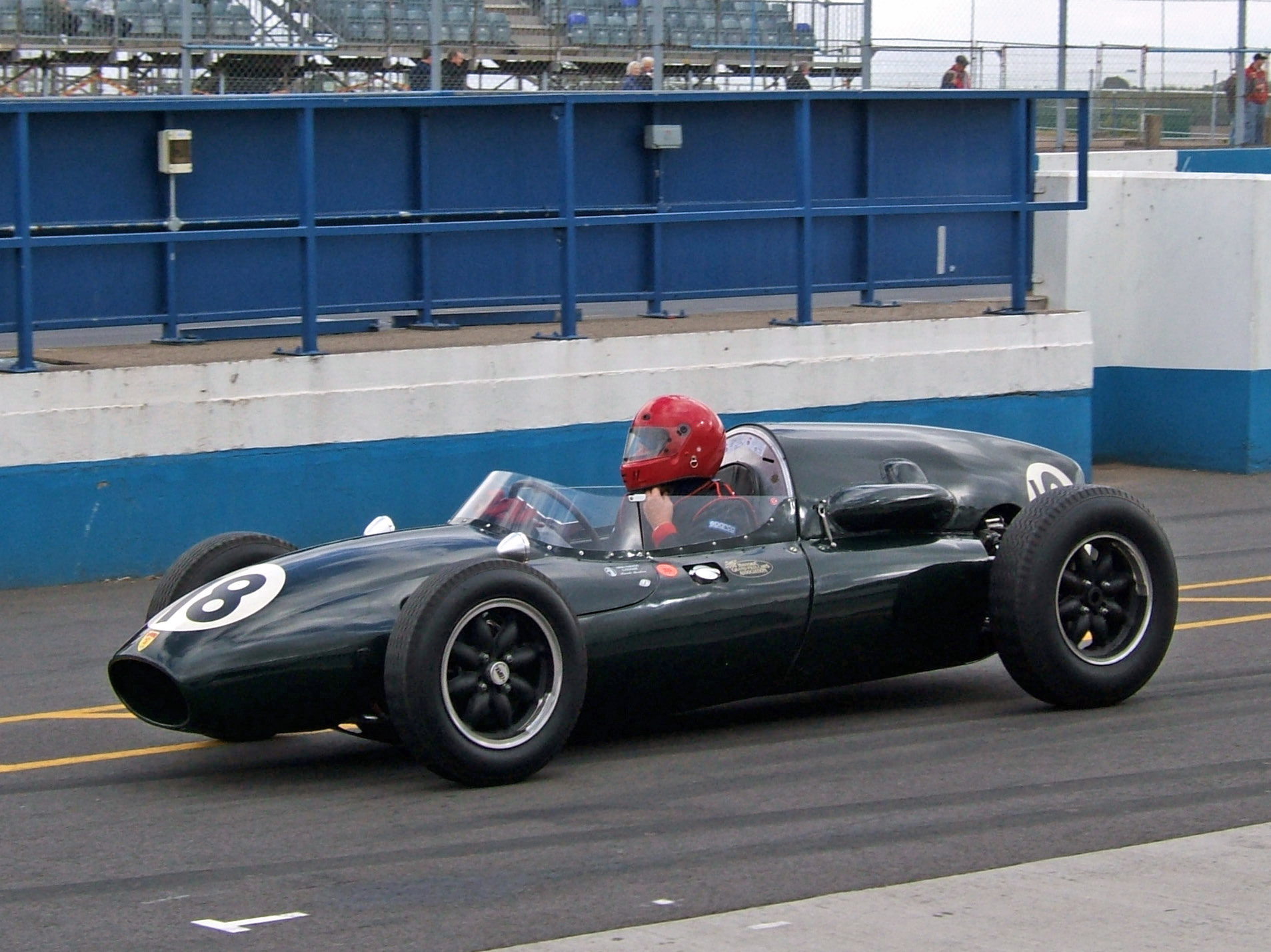
Une Cooper T45, à moteur central arrière, lors d'une manifestation historique

Egalement présente en F2, l'usine n'engage qu'une seule F1 officielle, pour Roy Salvadori. Ce dernier dispose de son habituelle T45, équipée d'un moteur Coventry Climax FPF de 2200 cm3, développant 194 chevaux à 6250 tr/min. Malgré sa puissance très modeste, la petite Cooper peut espérer une place d'honneur sur ce circuit tortueux, grâce à son agilité et son poids inférieur à 500 kg. La marque est également représentée par l'écurie de Rob Walker, qui a engagé un modèle T43 à moteur Climax identique pour Maurice Trintignant.
- Lotus 16 "Usine"

Le Team Lotus aligne une Type 16 à moteur Climax FPF deux litres (176 chevaux à 6500 tr/min) pour Cliff Allison. Avec seulement 450 kg en ordre de marche, c'est la plus légère F1 du plateau.
- Maserati 250F

Malgré son retrait officiel de la scène des Grands Prix, la marque est toujours largement représentée, grâce à l'écurie Centro Sud qui a engagé quatre 250F (moteur six cylindres en ligne, 270 chevaux à 7 500 tr/min) pour Troy Ruttman, Francisco Godia, Joakim Bonnier et Hans Herrmann.

### Formule 2
- Cooper T45 "Usine"

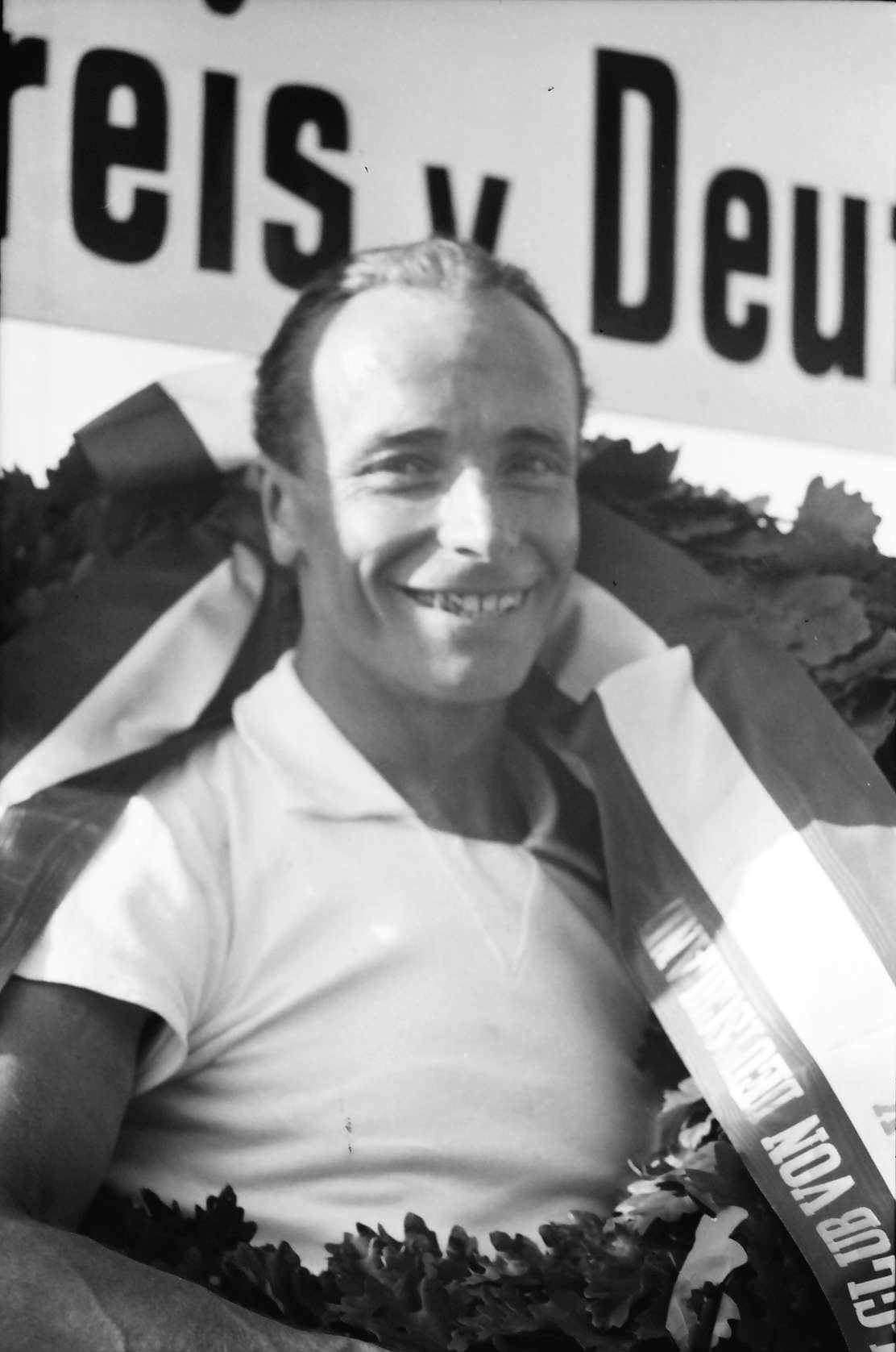
Edgar Barth, vainqueur de l'épreuve F2 en 1957.

Jack Brabham et Bruce McLaren disposent de Cooper T45 avec moteur Climax FPF 1500 cm3 (141 chevaux à 7300 tr/min). Au côté des deux voitures d'usine, Rob Walker a engagé une T43 pour Wolfgang Seidel. Cinq autres Cooper F2 privées sont présentes : les deux T45 de Brian Naylor et Tony Marsh, ainsi que les trois T43 de Dick Gibson, Ian Burgess et Christian Goethals. Toutes ces voitures sont équipées du même moteur Climax FPF.
- Lotus 16 "Usine"

Lotus utilise également le moteur Climax FPF pour la Formule 2. L'usine a engagé une T16 pour Graham Hill, tandis qu'Ivor Bueb pilote la Lotus 12 de l'Écurie Demi-litre.
- Porsche 550 "Usine"

Comme l'année précédente, Edgar Barth dispose d'une F2 officielle (530 kg, 140 chevaux), une monoplace carénée dérivée de la 550 RS. De même qu'en 1957, le pilote amateur néerlandais Carel Godin de Beaufort pilote sa Porsche 718 RSK personnelle.
- Ferrari Dino 156 "Usine"

La Scuderia a engagé une 156 F2 à moteur avant (V6, plus de 180 chevaux) pour Phil Hill. Bien que pilote confirmé de l'équipe et notamment vainqueur des dernières 24 Heures du Mans, Hill n'avait jusqu'alors jamais piloté de monoplace officielle en Grand Prix.

## Coureurs inscrits
| no | Pilote                  | Écurie                   | Constructeur | Modèle                | Moteur             | Pneumatiques |
| -- | ----------------------- | ------------------------ | ------------ | --------------------- | ------------------ | ------------ |
| 2  | Peter Collins           | Scuderia Ferrari         | Ferrari      | Ferrari Dino 246      | Ferrari V6         | E            |
| 3  | Mike Hawthorn           | Scuderia Ferrari         | Ferrari      | Ferrari Dino 246      | Ferrari V6         | E            |
| 4  | Wolfgang von Trips      | Scuderia Ferrari         | Ferrari      | Ferrari Dino 246      | Ferrari V6         | E            |
| 5  | Jean Behra              | Owen Racing Organisation | BRM          | BRM P25               | BRM L4             | D            |
| 6  | Harry Schell            | Owen Racing Organisation | BRM          | BRM P25               | BRM L4             | D            |
| 7  | Stirling Moss           | Vandervell Products      | Vanwall      | Vanwall VW10          | Vanwall L4         | D            |
| 8  | Tony Brooks             | Vandervell Products      | Vanwall      | Vanwall VW4           | Vanwall L4         | D            |
| 9  | Stuart Lewis-Evans      | Vandervell Products      | Vanwall      | Vanwall VW6           | Vanwall L4         | D            |
| 10 | Roy Salvadori           | Cooper Car Company       | Cooper       | Cooper T45            | Coventry Climax L4 | D            |
| 11 | Maurice Trintignant     | Rob Walker Racing Team   | Cooper       | Cooper T43            | Coventry Climax L4 | D            |
| 12 | Cliff Allison           | Team Lotus               | Lotus        | Lotus 16              | Coventry Climax L4 | D            |
| 14 | Troy Ruttman            | Scuderia Centro Sud      | Maserati     | Maserati 250F         | Maserati L6        | P            |
| 15 | Francisco Godia         | Scuderia Centro Sud      | Maserati     | Maserati 250F         | Maserati L6        | P            |
| 16 | Joakim Bonnier          | Scuderia Centro Sud      | Maserati     | Maserati 250F         | Maserati L6        | P            |
| 17 | Hans Herrmann           | Scuderia Centro Sud      | Maserati     | Maserati 250F         | Maserati L6        | P            |
| 18 | Carel Godin de Beaufort | Ecurie Maarsbergen       | Porsche      | Porsche 718 RSK (F2)  | Porsche F4         | D            |
| 19 | Dick Gibson             | Privé                    | Cooper       | Cooper T43 (F2)       | Coventry Climax L4 | D            |
| 20 | Bruce McLaren           | Cooper Car Company       | Cooper       | Cooper T45 (F2)       | Coventry Climax L4 | D            |
| 21 | Edgar Barth             | Porsche KG               | Porsche      | Porsche 550 RS (F2)   | Porsche F4         | D            |
| 22 | Wolfgang Seidel         | Rob Walker Racing Team   | Cooper       | Cooper T43 (F2)       | Coventry Climax L4 | D            |
| 23 | Phil Hill               | Scuderia Ferrari         | Ferrari      | Ferrari Dino 156 (F2) | Ferrari V6         | E            |
| 24 | Jack Brabham            | Cooper Car Company       | Cooper       | Cooper T45 (F2)       | Coventry Climax L4 | D            |
| 25 | Graham Hill             | Team Lotus               | Lotus        | Lotus 16 (F2)         | Coventry Climax L4 | D            |
| 26 | Ian Burgess             | High Efficiency Motors   | Cooper       | Cooper T43 (F2)       | Coventry Climax L4 | D            |
| 27 | Christian Goethals      | Écurie Eperon d'or       | Cooper       | Cooper T43 (F2)       | Coventry Climax L4 | E            |
| 28 | Ivor Bueb               | Écurie Demi-litre        | Lotus        | Lotus 12 (F2)         | Coventry Climax L4 | D            |
| 29 | Brian Naylor            | Privé                    | Cooper       | Cooper T45 (F2)       | Coventry Climax L4 | D            |
| 30 | Tony Marsh              | Privé                    | Cooper       | Cooper T45 (F2)       | Coventry Climax L4 | D            |

## Qualifications

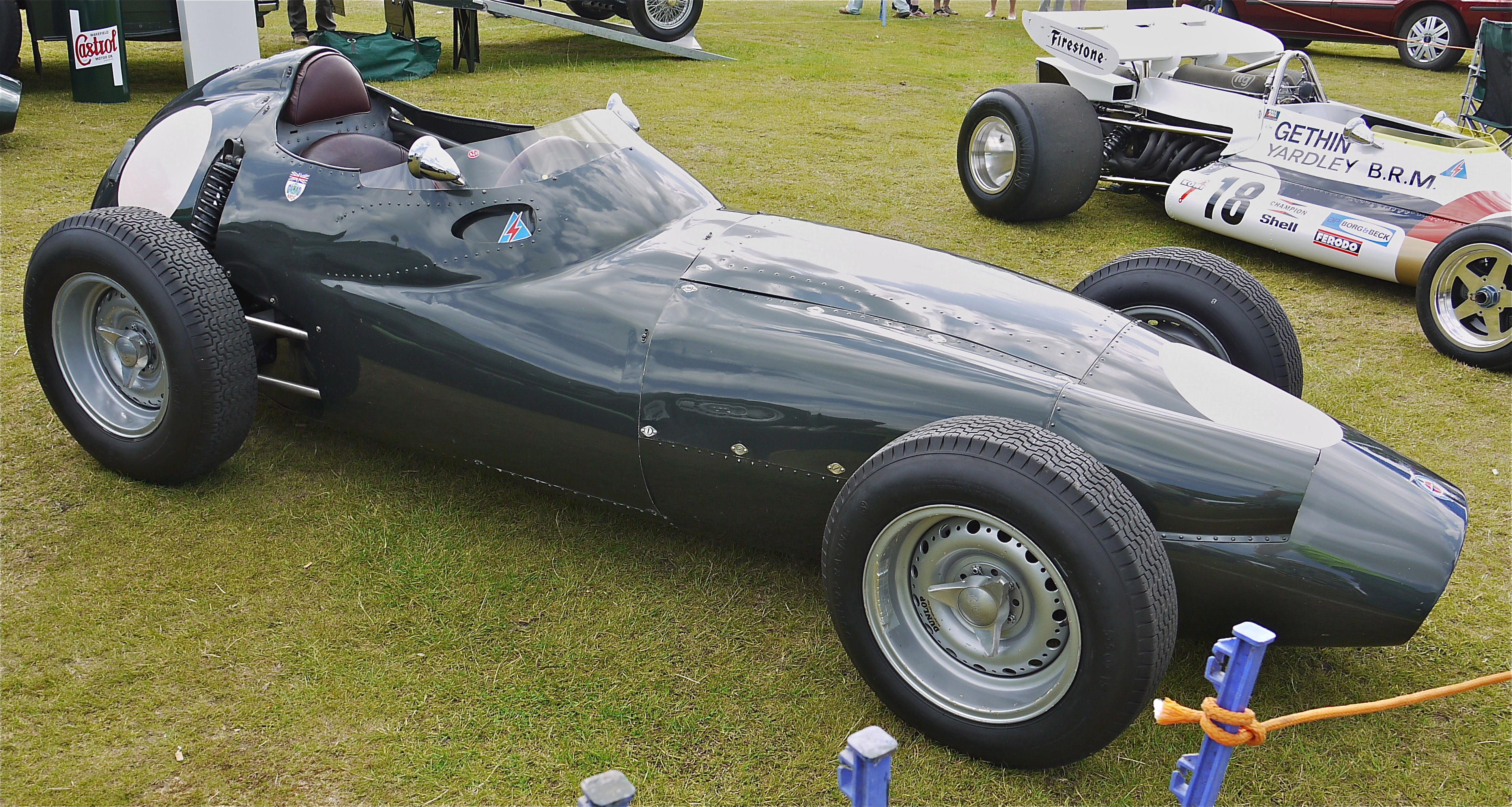
Première sortie sur le Nürburgring décevante pour la BRM P25, à cause d'une suspension inadaptée au circuit.

Les essais qualificatifs sont organisés les vendredi et samedi précédant la course. Sur sa Vanwall, Stirling Moss se montre le plus rapide le premier jour, mais reste toutefois à deux secondes et demie du record établi par Juan Manuel Fangio l'année précédente. Mike Hawthorn se montre également très à l'aise sur sa Ferrari, terminant la session à deux secondes de son principal rival pour le titre. Les conditions de piste sont meilleures le lendemain, et Hawthorn est le premier à battre le record de Fangio, réalisant un tour à plus de 148 km/h de moyenne. Les deux pilotes Vanwall font alors le maximum pour battre la Ferrari, mais Brooks échouera pour une seconde, tandis que Moss ne parviendra pas à améliorer son temps de la veille. Quatrième à près de huit secondes de son coéquipier, Peter Collins place une seconde Ferrari en première ligne, devant la troisième voiture de la Scuderia pilotée par Wolfgang von Trips. Handicapées par des problèmes de suspension pour leur première apparition sur ce circuit, les BRM ont déçu, Harry Schell et Jean Behra sont devancés par les Cooper de Roy Salvadori et Maurice Trintignant. En Formule 2, Jack Brabham a nettement dominé ses adversaires, malgré le peu de tours parcourus. Il a réalisé le dixième temps absolu, devançant la Lotus F1 de Cliff Allison et la BRM de Behra ! Troy Ruttman ayant endommagé un piston de sa Maserati dès le début des essais et déclaré forfait, seulement douze monoplaces de Formule 1 seront au départ (contre treize dans la catégorie inférieure). 
| Pos. | Pilote                  | Écurie             | Temps         | Écart          |
| ---- | ----------------------- | ------------------ | ------------- | -------------- |
| 1    | Mike Hawthorn           | Ferrari            | 9 min 14 s 0  |                |
| 2    | Tony Brooks             | Vanwall            | 9 min 15 s 0  | + 1 s 0        |
| 3    | Stirling Moss           | Vanwall            | 9 min 19 s 1  | + 5 s 1        |
| 4    | Peter Collins           | Ferrari            | 9 min 21 s 9  | + 7 s 9        |
| 5    | Wolfgang von Trips      | Ferrari            | 9 min 24 s 7  | + 10 s 7       |
| 6    | Roy Salvadori           | Cooper-Climax      | 9 min 35 s 3  | + 21 s 3       |
| 7    | Maurice Trintignant     | Cooper-Climax      | 9 min 36 s 9  | + 22 s 9       |
| 8    | Harry Schell            | BRM                | 9 min 39 s 6  | + 25 s 6       |
| 9    | Joakim Bonnier          | Maserati           | 9 min 42 s 7  | + 28 s 7       |
| 10   | Jack Brabham            | Cooper-Climax (F2) | 9 min 43 s 4  | + 29 s 4       |
| 11   | Cliff Allison           | Lotus-Climax       | 9 min 44 s 3  | + 30 s 3       |
| 12   | Jean Behra              | BRM                | 9 min 46 s 8  | + 32 s 8       |
| 13   | Phil Hill               | Ferrari (F2)       | 9 min 48 s 9  | + 34 s 9       |
| 14   | Ian Burgess             | Cooper-Climax (F2) | 9 min 55 s 3  | + 41 s 3       |
| 15   | Bruce McLaren           | Cooper-Climax (F2) | 9 min 56 s 0  | + 42 s 0       |
| 16   | Edgar Barth             | Porsche (F2)       | 9 min 57 s 2  | + 43 s 2       |
| 17   | Tony Marsh              | Cooper-Climax (F2) | 9 min 57 s 5  | + 43 s 5       |
| 18   | Carel Godin de Beaufort | Porsche (F2)       | 10 min 01 s 5 | + 47 s 5       |
| 19   | Ivor Bueb               | Lotus-Climax (F2)  | 10 min 02 s 6 | + 48 s 6       |
| 20   | Hans Herrmann           | Maserati           | 10 min 13 s 5 | + 59 s 5       |
| 21   | Brian Naylor            | Cooper-Climax (F2) | 10 min 17 s 9 | + 1 min 03 s 9 |
| 22   | Wolfgang Seidel         | Cooper-Climax (F2) | 10 min 21 s 0 | + 1 min 07 s 0 |
| 23   | Dick Gibson             | Cooper-Climax (F2) | 10 min 55 s 0 | + 1 min 41 s 0 |
| 24   | Graham Hill             | Lotus-Climax (F2)  | 10 min 58 s 0 | + 1 min 44 s 0 |
| 25   | Christian Goethals      | Cooper-Climax (F2) | 11 min 22 s 9 | + 2 min 08 s 9 |

## Grille de départ du Grand Prix
| 1re ligne | Pos. 4                         |                                 | Pos. 3                          |                                 | Pos. 2                           |                                | Pos. 1                            |
|           | Collins Ferrari 9 min 21 s 9   |                                 | Moss Vanwall 9 min 19 s 9       |                                 | Brooks Vanwall 9 min 15 s 0      |                                | Hawthorn Ferrari 9 min 14 s 0     |
| 2e ligne  |                                | Pos. 7                          |                                 | Pos. 6                          |                                  | Pos. 5                         |                                   |
|           |                                | Trintignant Cooper 9 min 36 s 9 |                                 | Salvadori Cooper 9 min 35 s 3   |                                  | Trips Ferrari 9 min 24 s 7     |                                   |
| 3e ligne  | Pos. 11                        |                                 | Pos. 10                         |                                 | Pos. 9                           |                                | Pos. 8                            |
|           | Burgess Cooper F2 9 min 55 s 3 |                                 | P. Hill Ferrari F2 9 min 48 s 9 |                                 | Behra BRM 9 min 46 s 8           |                                | Schell BRM 9 min 39 s 6           |
| 4e ligne  |                                | Pos. 14                         |                                 | Pos. 13                         |                                  | Pos. 12                        |                                   |
|           |                                | Marsh Cooper F2 9 min 57 s 5    |                                 | Barth Porsche F2 9 min 57 s 2   |                                  | McLaren Cooper F2 9 min 56 s 0 |                                   |
| 5e ligne  | Pos. 18                        |                                 | Pos. 17                         |                                 | Pos. 16                          |                                | Pos. 15                           |
|           | Gibson Cooper F2 10 min 55 s 0 |                                 | Seidel Cooper F2 10 min 21 s 0  |                                 | Bueb Lotus F2 10 min 02 s 6      |                                | Beaufort Porsche F2 10 min 01 s 5 |
| 6e ligne  |                                | Pos. 21                         |                                 | Pos. 20                         |                                  | Pos. 19                        |                                   |
|           |                                | Bonnier Maserati 9 min 42 s 7   |                                 | Herrmann Maserati 10 min 13 s 5 |                                  | Brabham Cooper F2 9 min 43 s 4 |                                   |
| 7e ligne  | Pos. 25                        |                                 | Pos. 24                         |                                 | Pos. 23                          |                                | Pos. 22                           |
|           | Naylor Cooper F2 10 min 17 s 9 |                                 | Allison Lotus F2 9 min 44 s 3   |                                 | Goethals Cooper F2 11 min 22 s 9 |                                | G. Hill Lotus F2 10 min 58 s 0    |

- N'ayant pas accompli les six tours requis lors des qualifications, Brabham, Herrmann, Bonnier, Graham Hill, Goethals et Allison ont été relégués sur les deux dernières lignes de la grille de départ, tout comme Naylor, pénalisé pour irrégularité technique de sa voiture[4]. Brabham s'était montré le plus rapide des pilotes de formule 2 lors des essais, ayant réalisé le dixième meilleur temps absolu.

## Déroulement de la course
Le départ est donné le dimanche après-midi, devant un public très nombreux. Tony Brooks et Stirling Moss placent leurs Vanwall en tête à l'abord du premier virage, devant la BRM de Harry Schell, très bien parti, et les Ferrari de Mike Hawthorn et Peter Collins. Moss dépasse son coéquipier après la Courbe Sud et distance immédiatement ses poursuivants. Derrière, Hawthorn et Collins se défont assez rapidement de Schell et talonnent Brooks. Dans la longue ligne droite, ils vont profiter de leur vitesse de pointe nettement supérieure pour dépasser la Vanwall. À la fin de ce premier tour, bouclé à près de 145 km/h de moyenne par Moss, les écarts sont déjà importants : Hawthorn compte six secondes de retard sur la voiture de tête, Collins neuf. Viennent ensuite Brooks, puis la troisième Ferrari de Wolfgang von Trips qui a dépassé Schell dans la ligne droite. Moss semble intouchable, il boucle son deuxième tour à la moyenne record de 147,5 km/h, portant son avance à onze secondes. Au passage suivant il a porté le record à 149,5 km/h, son avance étant désormais de dix-sept secondes sur Collins, qui a dépassé Hawthorn. Brooks est toujours quatrième, mais distancé par les Ferrari. Handicapé par des problèmes de freins, Trips a dû s'arrêter à son stand à la fin du second tour, ayant perdu de nombreuses places. Schell semble également en difficulté et a rétrogradé en septième position. Jean Behra (BRM) est désormais cinquième, devant l'étonnante petite Lotus de Cliff Allison, très agile sur ce circuit. Moss compte environ vingt secondes d'avance quand, du côté de Schwalbenschwanz, le moteur de sa Vanwall se tait soudainement, magnéto hors d'usage, alors que nul ne semblait en mesure de lui contester la victoire. Peu après, Behra abandonne également, suspension endommagée. 

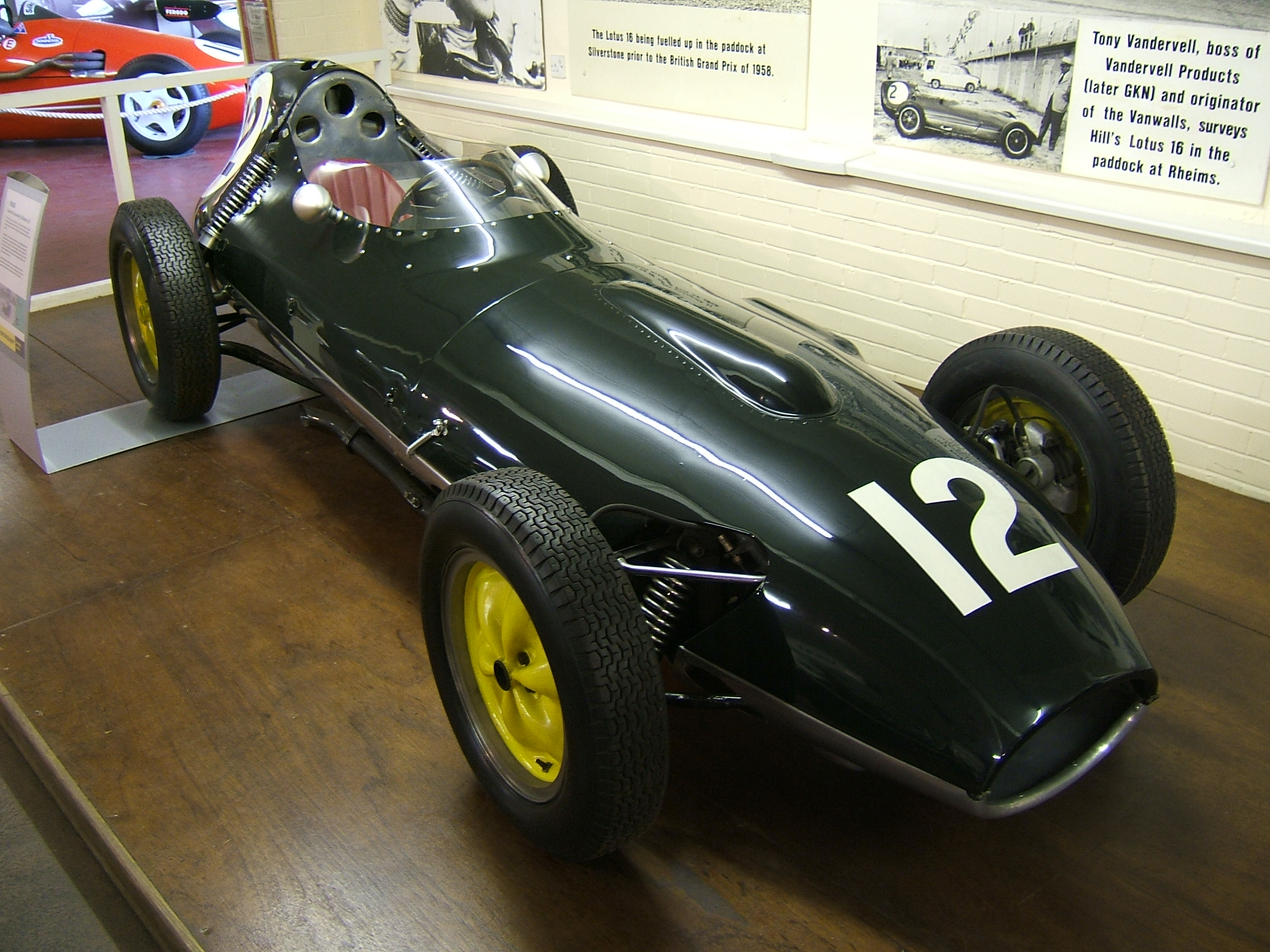
Sans un problème de radiateur, la petite Lotus 16 aurait permis à Cliff Allison de terminer sur le podium.

Hawthorn et Collins, qui roulent de concert, se retrouvent en tête avec une trentaine de secondes d'avance sur Brooks. La marge des Ferrari semble confortable, mais David York, directeur sportif de Vanwall, a signalé à son pilote de passer à l'attaque. Brooks s'exécute aussitôt : deux boucles plus tard, il n'est plus qu'à onze secondes des deux voitures rouges, maintenant emmenées par Collins ! Malgré la réaction des pilotes de la Scuderia, l'écart continue à s'amenuiser, tombant à sept secondes au passage suivant. Encore une ronde, et au passagedevant les tribunes Brooks est revenu dans les roues d'Hawthorn ! Il va le dépasser dans le virage nord, s'intercalant entre les deux Ferrari. Au cours de ce neuvième tour, il ne parvient cependant pas à trouver l'ouverture, Collins pilotant à la limite des possibilités de sa monture. Plus véloce en ligne droite, Hawthorn parvient à reprendre la deuxième place juste avant la ligne, que les trois voitures franchissent roues dans roues. Le suspense est à son comble mais au passage suivant l'ordre est resté inchangé, les Ferrari conservant un mince avantage. Exploitant au maximum les capacités de freinage de sa Vanwall, Brooks pique Hawthorn au virage sud, puis réitère sa manœuvre sur Collins au virage nord. Soucieux de se mettre à l'abri de ses adversaires avant la longue ligne droite, il attaque au maximum dans toute la partie sinueuse, prenant rapidement un peu d'avance. Collins et Hawthorn ne baissent cependant pas les bras, et parviennent à se maintenir à quelques longueurs de la Vanwall de tête. Au moment d'aborder le virage à droite de Pflanzgarten, Collins, toujours en seconde position, ne parvient pas à ralentir suffisamment sa Ferrari, qui élargit sa trajectoire et part en dérapage, franchit un fossé, se dresse brusquement sur l'arrière avant de se retourner contre un arbre, éjectant son pilote. Le choc est très violent, l'accident s'étant produit à environ 160 km/h, et Collins, gravement touché à la tête et à la poitrine, succombera à ses blessures quelques heures après son transfert à la clinique universitaire de Bonn.
Ignorant du drame qui s'est joué, Brooks repasse seul en tête devant les tribunes. Hawthorn, inquiet du sort de son coéquipier et ami, a perdu beaucoup de terrain, s'étant pratiquement arrêté sur les lieux de l'accident, avant de repartir sur un rythme beaucoup moins soutenu qu'auparavant. C'est désormais Roy Salvadori, sur Cooper, qui occupe la troisième place, ayant dépassé Allison, en difficulté avec le circuit de refroidissement de sa Lotus, qui stoppe à son stand pour faire réparer son radiateur, perdant le bénéfice d'une excellente course. La course d'Hawthorn prend fin aux environs d'Aremberg, la transmission de sa Ferrari ayant lâché. Brooks a désormais course gagnée, disposant de plus de trois minutes d'avance sur Salvadori. Les derniers tours n'apportent pas de changement notable, Brooks remportant sa deuxième victoire de la saison, loin devant Salvadori. Gêné par des problèmes de carburation durant toute l'épreuve, Maurice Trintignant termine troisième au volant de la Cooper de Rob Walker, au terme d'une prestation très régulière. Malgré ses problèmes de début de course, Trips accède à la quatrième place, juste devant la Cooper de Bruce McLaren, vainqueur en Formule 2 au terme d'une belle bataille avec la Ferrari de Phil Hill, ce dernier n'ayant pu défendre ses chances jusqu'au bout à cause de problèmes mécaniques.

### Classements intermédiaires
Classements intermédiaires des monoplaces aux premier, deuxième, troisième, quatrième, sixième, huitième, dixième, onzième et douzième tours.

### Classement de la course

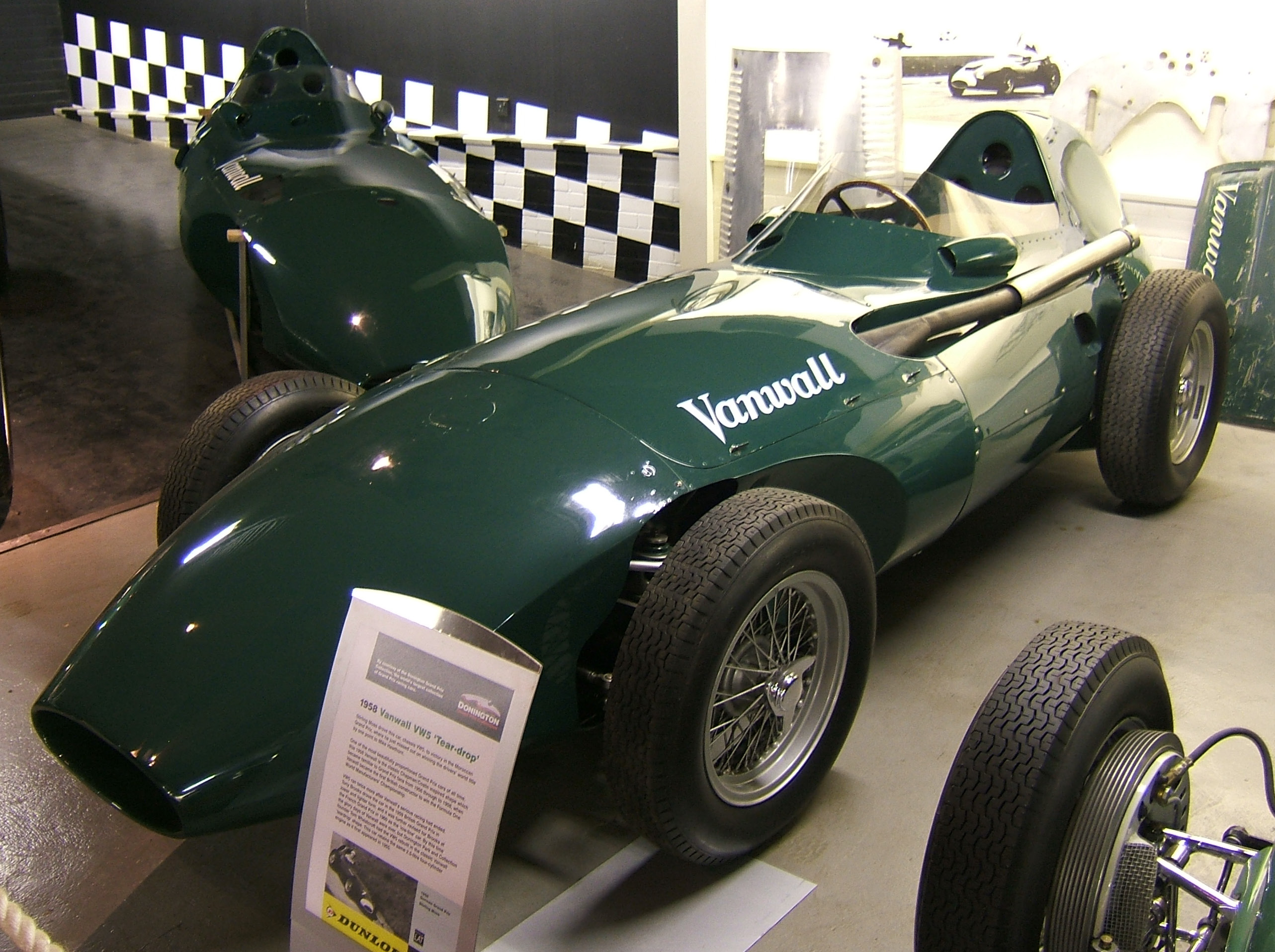
Dominée par Ferrari à Reims et à Silverstone, l'équipe Vanwall a renoué avec le succès au Nürburgring.

| Pos  | No | Pilote                  | Écurie             | Tours | Temps/Abandon                                  | Grille | Points |
| ---- | -- | ----------------------- | ------------------ | ----- | ---------------------------------------------- | ------ | ------ |
| 1    | 8  | Tony Brooks             | Vanwall            | 15    | 2 h 21 min 15 s 0                              | 2      | 8      |
| 2    | 10 | Roy Salvadori           | Cooper-Climax      | 15    | 2 h 24 min 44 s 7 (+ 3 min 29 s 7)             | 6      | 6      |
| 3    | 11 | Maurice Trintignant     | Cooper-Climax      | 15    | 2 h 26 min 26 s 2 (+ 5 min 11 s 2)             | 7      | 4      |
| 4    | 4  | Wolfgang von Trips      | Ferrari            | 15    | 2 h 27 min 31 s 3 (+ 6 min 16 s 3)             | 5      | 3      |
| 5    | 20 | Bruce McLaren           | Cooper-Climax (F2) | 15    | 2 h 27 min 41 s 3 (+ 6 min 26 s 3) - 1° des F2 | 12     |        |
| 6    | 21 | Edgar Barth             | Porsche (F2)       | 15    | 2 h 27 min 47 s 4 (+ 6 min 32 s 4) - 2° des F2 | 13     |        |
| 7    | 26 | Ian Burgess             | Cooper-Climax (F2) | 15    | 2 h 28 min 14 s 3 (+ 6 min 59 s 3) - 3° des F2 | 11     |        |
| 8    | 30 | Tony Marsh              | Cooper-Climax (F2) | 15    | 2 h 28 min 24 s 9 (+ 7 min 09 s 9) - 4° des F2 | 14     |        |
| 9    | 23 | Phil Hill               | Ferrari (F2)       | 15    | 2 h 29 min 00 s 5 (+ 7 min 45 s 5) - 5° des F2 | 10     |        |
| 10   | 12 | Cliff Allison           | Lotus-Climax       | 13    | 2 h 21 min 19 s 1 (+ 2 tours)                  | 24     |        |
| 11   | 28 | Ivor Bueb               | Lotus-Climax (F2)  | 13    | +2 tours                                       | 16     |        |
| Abd. | 3  | Mike Hawthorn           | Ferrari            | 11    | Embrayage                                      | 1      |        |
| Abd. | 2  | Peter Collins           | Ferrari            | 10    | Accident mortel                                | 4      |        |
| Abd. | 22 | Wolfgang Seidel         | Cooper-Climax (F2) | 9     | Suspension                                     | 17     |        |
| Abd. | 6  | Harry Schell            | BRM                | 9     | Freins                                         | 8      |        |
| Abd. | 27 | Christian Goethals      | Cooper-Climax (F2) | 4     | Pompe à essence                                | 23     |        |
| Abd. | 25 | Graham Hill             | Lotus-Climax (F2)  | 4     | Durite d'huile                                 | 22     |        |
| Abd. | 5  | Jean Behra              | BRM                | 4     | Suspension                                     | 9      |        |
| Abd. | 18 | Carel Godin de Beaufort | Porsche (F2)       | 3     | Moteur                                         | 15     |        |
| Abd. | 17 | Hans Herrmann           | Maserati           | 3     | Moteur                                         | 20     |        |
| Abd. | 7  | Stirling Moss           | Vanwall            | 3     | Magnéto                                        | 3      | 1      |
| Abd. | 19 | Dick Gibson             | Cooper-Climax (F2) | 2     | Moteur                                         | 18     |        |
| Abd. | 29 | Brian Naylor            | Cooper-Climax (F2) | 1     | Pompe à essence                                | 25     |        |
| Abd. | 24 | Jack Brabham            | Cooper-Climax (F2) | 1     | Collision                                      | 19     |        |
| Abd. | 16 | Jo Bonnier              | Maserati           | 1     | Accident                                       | 21     |        |
| Np.  | 14 | Troy Ruttman            | Maserati           |       | Piston endommagé aux essais                    |        |        |

### Pole position et record du tour
- Pole position :  Mike Hawthorn en 9 min 14 s 0 (vitesse moyenne : 148,224 km/h). Temps réalisé lors de la séance d'essais du samedi 2 août[4].
- Meilleur tour en course :  Stirling Moss en 9 min 9 s 2 au troisième tour (vitesse moyenne : 149,519 km/h).

### Tours en tête
- Stirling Moss : 3 tours (1-3)
- Mike Hawthorn : 1 tour (4)
- Peter Collins : 6 tours (5-10)
- Tony Brooks : 5 tours (11-15)

## Classement général à l'issue de la course

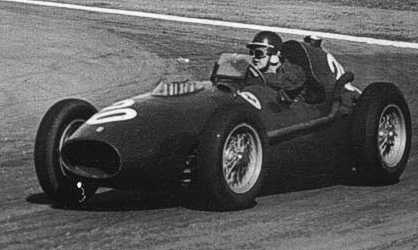
Malgré son abandon en Allemagne, Mike Hawthorn demeure en tête du championnat.

- Attribution des points : 8, 6, 4, 3, 2 respectivement aux cinq premiers de chaque épreuve et 1 point supplémentaire pour le pilote ayant accompli le meilleur tour en course (signalé par un astérisque).
- Pour la coupe des constructeurs, même barème mais seule la voiture la mieux classée de chaque équipe inscrit des points. Le point du meilleur tour en course n'est pas comptabilisé. Les 500 miles d'Indianapolis ne sont pas pris en compte pour cette coupe, la course n'étant pas ouverte aux monoplaces de formule 1[12].
- Seuls les six meilleurs résultats sont comptabilisés. Pour la coupe des constructeurs, Ferrari doit donc décompter les deux points acquis aux Pays-Bas, totalisant trente-sept points effectifs pour trente-neuf points marqués.
- Le règlement permet aux pilotes de se relayer sur une même voiture, les points éventuellement acquis étant alors perdus pour pilotes et constructeur[4].

| Pos. | Pilote              | Écurie           | Points | ARG | MON | NL | 500 | BEL | FRA | GBR | ALL | POR | ITA | MAR |
| ---- | ------------------- | ---------------- | ------ | --- | --- | -- | --- | --- | --- | --- | --- | --- | --- | --- |
| 1    | Mike Hawthorn       | Ferrari          | 30     | 4   | 1*  | 2  | -   | 7*  | 9*  | 7*  | -   |     |     |     |
| 2    | Stirling Moss       | Cooper & Vanwall | 24     | 8   | -   | 9* | -   | -   | 6   | -   | 1*  |     |     |     |
| 3    | Tony Brooks         | Cooper           | 16     | -   | -   | -  | -   | 8   | -   | -   | 8   |     |     |     |
| 4    | Peter Collins       | Ferrari          | 14     | -   | 4   | -  | -   | -   | 2   | 8   | -   |     |     |     |
| 5    | Roy Salvadori       | Cooper           | 13     | -   | -   | 3  | -   | -   | -   | 4   | 6   |     |     |     |
| 6    | Maurice Trintignant | Cooper           | 12     | -   | 8   | -  | -   | -   | -   | -   | 4   |     |     |     |
|      | Luigi Musso         | Ferrari          | 12     | 6   | 6   | -  | -   | -   | -   | -   | -   |     |     |     |
|      | Harry Schell        | BRM              | 12     | -   | 2   | 6  | -   | 2   | -   | 2   | -   |     |     |     |
| 9    | Jimmy Bryan         | Epperly          | 8      | -   | -   | -  | 8   | -   | -   | -   | -   |     |     |     |
| 10   | Stuart Lewis-Evans  | Vanwall          | 7      | -   | -   | -  | -   | 4   | -   | 3   | -   |     |     |     |
|      | Wolfgang von Trips  | Ferrari          | 7      | -   | -   | -  | -   | -   | 4   | -   | 3   |     |     |     |
|      | Juan Manuel Fangio  | Maserati         | 7      | 4*  | -   | -  | -   | -   | 3   | -   | -   |     |     |     |
| 13   | George Amick        | Epperly          | 6      | -   | -   | -  | 6   | -   | -   | -   | -   |     |     |     |
|      | Jean Behra          | Maserati & BRM   | 6      | 2   | -   | 4  | -   | -   | -   | -   | -   |     |     |     |
| 15   | Johnny Boyd         | Kurtis Kraft     | 4      | -   | -   | -  | 4   | -   | -   | -   | -   |     |     |     |
|      | Tony Bettenhausen   | Epperly          | 4      | -   | -   | -  | 4*  | -   | -   | -   | -   |     |     |     |
| 17   | Jack Brabham        | Cooper           | 3      | -   | 3   | -  | -   | -   | -   | -   | -   |     |     |     |
|      | Cliff Allison       | Lotus            | 3      | -   | -   | -  | -   | 3   | -   | -   | -   |     |     |     |
| 19   | Jim Rathmann        | Epperly          | 2      | -   | -   | -  | 2   | -   | -   | -   | -   |     |     |     |

| Pos. | Écurie        | Points  | ARG | MON | NL  | 500 | BEL | FRA | GBR | ALL | POR | ITA | MAR |
| ---- | ------------- | ------- | --- | --- | --- | --- | --- | --- | --- | --- | --- | --- | --- |
| 1    | Ferrari       | 37 (39) | 6   | 6   | (2) | -   | 6   | 8   | 8   | 3   |     |     |     |
| 2    | Vanwall       | 33      | -   | -   | 8   | -   | 8   | 6   | 3   | 8   |     |     |     |
| 3    | Cooper-Climax | 29      | 8   | 8   | 3   | -   | -   | -   | 4   | 6   |     |     |     |
| 4    | BRM           | 12      | -   | 2   | 6   | -   | 2   | -   | 2   | -   |     |     |     |
| 5    | Maserati      | 6       | 3   | -   | -   | -   | -   | 3   | -   | -   |     |     |     |
| 6    | Lotus-Climax  | 3       | -   | -   | -   | -   | 3   | -   | -   | -   |     |     |     |

## À noter
- 3e victoire en championnat du monde pour Tony Brooks.
- 6e victoire en championnat du monde pour Vanwall en tant que constructeur.
- 6e victoire en championnat du monde pour Vanwall en tant que motoriste.
- 32e et dernier Grand Prix de championnat du monde pour Peter Collins qui décède à la suite d'un accident à Pflanzgarten au 11e tour (en tête jusqu'au 10e tour, il suivait alors Tony Brooks qui venait de le dépasser).
- Les points de la 5e place de Bruce McLaren ne sont pas attribués car il court en Formule 2. La 5e Formule 1 termine derrière 5 F2.